# Legación

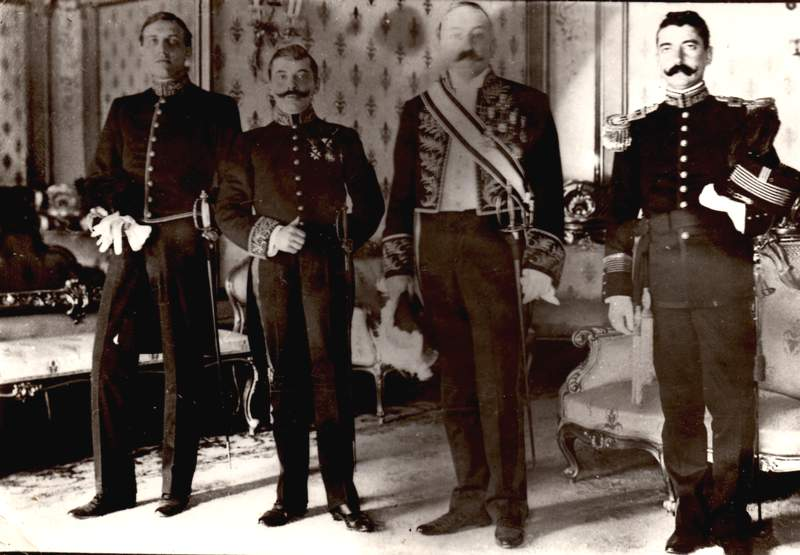
Legación argentina ante el Reino de Italia (1905). De izq. a der.: José María Cantilo (secretario), Severo Toranzo (agregado militar), Roque Sáenz Peña (ministro) y el coronel Eduardo Pedro Villarruel.

Una legación era una oficina de representación diplomática de rango inferior a una embajada. Mientras que una embajada estaba dirigida por un embajador, una legación estaba encabezada por un ministro plenipotenciario. Los embajadores superan en rango a los ministros y tienen precedencia en los eventos oficiales. Las legaciones fueron originalmente la forma más común de misión diplomática, pero cayeron en desuso tras la Segunda Guerra Mundial y muchas de ellas fueron elevadas al rango de embajadas.
Durante el siglo XIX y los primeros años del siglo XX, la mayoría de las misiones diplomáticas eran legaciones. Un embajador era considerado el representante personal de su monarca, por lo que solo una gran potencia que fuera una monarquía enviaría un embajador y establecería una embajada. Una república o una monarquía más pequeña solo enviaría un ministro y establecería una legación. Debido a la reciprocidad diplomática, incluso una monarquía mayor solo establecería una legación en una república o en una monarquía más pequeña. Por ejemplo, en los años del Segundo Imperio Francés, la Confederación Alemana del Norte tenía una embajada en París, mientras que Baviera y Estados Unidos tenían legaciones.
La práctica de establecer legaciones fue cayendo poco a poco a medida que la embajada se convirtió en la forma estándar de la misión diplomática. El establecimiento de la Tercera República Francesa y el continuo crecimiento de los Estados Unidos significaron que dos de las grandes potencias eran repúblicas. La República Francesa continuó la práctica del Imperio Francés de enviar y recibir embajadores. En 1893, Estados Unidos siguió el precedente francés y comenzó a enviar embajadores, elevando sus legaciones a embajadas. Las últimas legaciones estadounidenses restantes, en Bulgaria y Hungría, se elevaron a embajadas en 1966.
Las últimas legaciones en el mundo fueron las de los países bálticos, que se convirtieron en embajadas en 1991, tras su independencia de la Unión Soviética.